# Национално знаме на Словения
Националното знаме на Словения се състои се от три еднакви цветни полета – бяло, синьо и червено, подредени в този ред хоризонтално от горе надолу, и има правоъгълна форма с отношение ширина към дължина 1:2. Върху бялото и синьото поле е изобразен гербът на Словения с височина 1/3 от височината на знамето и отместен към носещото тяло на 1/4 от дължината му. Знамето на Словения е официален държавен символ на републиката и е прието на 27 юни 1991 г.

## История
Словенското знаме в днешната си форма се използва за първи път през 1848 г. Цветовете му произлизат от знамето на провинция Карниола, която по това време e историческа провинция в Словения в състава на Австро-унгарската империя. Тези цветове са признати като цветовете на провинцията от австрийския император Фердинанд I още през 1836 г. През 1848 г. цветовата схема е официално призната от австрийското правителство.
До 1991 г. знамето не се използва официално като държавно знаме. От 1848 г. до 1918 г. то представлява словенския народ, но не е признато официално от Австро-унгарското правителство. През 1918 г. е прието като знаме на словенците в състава на Кралството на сърби, хървати и словенци, но не е използвано официално. След 1945 г., в състава на СФРЮ знамето, с червена петолъчка, се използва като символ на Социалистическа република Словения. След придобиване нa независимост през 1991 г. Република Словения приема официално трокольора за национално знаме на страната.

### Предложения за ново знаме през 2003 г.
През 2003 г. правителството на Словения започва кампания да смени облика на словенското знаме с цел да затвърди международния имидж на страната и да създаде уникално знаме, което се различава от това на Русия и Словакия. Специално назначена комисия разглежда различните предложения и избира знаме с единадесет хоризонтални ивици в синьо, червено и бяло. Въпреки това, знамето остава непроменено поради силно неодобрение от обществото.
|  |  |  |  |  |

## Дизайн
Формата и цветовете на знамето на Словения са записани в чл. 6 от конституцията на Република Словения и установени със закон за националното знаме, държавния герб и химн.

Чл. 18 (1) Знамето на Словения е бяло-синьо-червеното национално знаме на Словения с герба на Словения. Отношението на широчината на знамето към дължината е 1 към 2. Цветовете не знамето са в следния ред - бяло, синьо и червено. Всеки цвят заема хоризонтална лента покриваща една трета от знамето. Гербът е разположен в горната лява част, така че да лежи с едната половина в бялото поле и с другата половина в синьото поле.

Цветовете на словенското знаме са панславянските цветове, но те са смятани за национални символи още преди да бъдат използвани в знамето през 1848 г. Точните цветове са:
| Цвят | Официален цветови модел                                                | RGB цветови модел | HEX цветови модел |
| ---- | ---------------------------------------------------------------------- | ----------------- | ----------------- |
|      | SCOTDIC Code 777 — Int'l Colour Codification System (2034) N46 N722509 | (0, 92, 230)      | #005CE6           |
|      | SCOTDIC Code 777 — Int'l Colour Codification System (2034) N23 N074014 | (255, 0, 0)       | #FF0000           |
|      | SCOTDIC Code 777 — Int'l Colour Codification System (2034) N1 N95      | (255, 255, 255)   | #FFFFFF           |
|      | SCOTDIC Code 777 — Int'l Colour Codification System (2034) N6 N197512  | (255, 230, 0)     | #FFE600           |
|      |                                                                        | (0, 0, 0)         | #                 |
|      |                                                                        | (0, 0, 0)         | #                 |